# Grundtjärnen (Älvdalens socken, Dalarna)
Grundtjärnen är en sjö i Älvdalens kommun i Dalarna och ingår i Dalälvens huvudavrinningsområde. Sjön har en area på 0,113 kvadratkilometer och ligger 444,4 meter över havet.

## Delavrinningsområde
Grundtjärnen ingår i det delavrinningsområde (681067-136424) som SMHI kallar för Ovan Äsjöån. Medelhöjden är 447 meter över havet och ytan är 11,41 kvadratkilometer. Räknas de 22 avrinningsområdena uppströms in blir den ackumulerade arean 230,96 kvadratkilometer. Horrmundsvallen (Björnån) som avvattnar avrinningsområdet har biflödesordning 3, vilket innebär att vattnet flödar genom totalt 3 vattendrag innan det når havet efter 482 kilometer. Avrinningsområdet består mestadels av skog (53 procent) och sankmarker (33 procent). Avrinningsområdet har 1,26 kvadratkilometer vattenytor vilket ger det en sjöprocent på 11 procent.